# Phrygionis dominica
Phrygionis dominica är en fjärilsart som beskrevs av Louis Beethoven Prout 1933. Phrygionis dominica ingår i släktet Phrygionis och familjen mätare. Inga underarter finns listade i Catalogue of Life.